# Gomphichis koehleri
Gomphichis koehleri är en orkidéart som beskrevs av Rudolf Schlechter. Gomphichis koehleri ingår i släktet Gomphichis och familjen orkidéer.
Artens utbredningsområde är Peru. Inga underarter finns listade i Catalogue of Life.